# Giovanni Tonetti
Giovanni Tonetti (Venezia, 3 luglio 1888 – Bressanone, 21 agosto 1970) è stato un partigiano e politico italiano,  parlamentare socialista e vice presidente nazionale dell'ANPI.

## Biografia
Figlio di Antonio e di Maddalena Marseille, nel 1909 Giovanni Tonetti si laureò in Scienze sociali presso l'Istituto Cesare Alfieri di Firenze con una tesi "Sull'obbligatorietà dei contratti".
L'appartenenza a un'antica famiglia patrizia veneziana, non gli impedì di schierarsi, dopo la prima guerra mondiale, col movimento socialista. Nel marzo del 1921, il conte rosso, come Tonetti veniva chiamato, si impegnò in Istria, dove la sua famiglia possedeva ettari ed ettari di terreno a Fianona, in Provincia di Pola, al fianco dei lavoratori in lotta. Quando furono occupate le miniere di carbone dell'Arsa e quando l'esercito intervenne, Tonetti si rifugiò a Zagabria, sinché il processo per l'occupazione delle miniere non si concluse con una generale assoluzione.
Membro della frazione massimalista e dirigente del "gruppo comunista unitario", il "conte rosso" fu delegato al Congresso socialista di Livorno del 1921 e, nel 1922, dopo il Congresso socialista di Roma, fu delegato a Mosca per il PSI al IV Congresso del Komintern. Riparato in Svizzera alla fine del 1924, quando rientrò in Italia si appartò dalla vita politica.
Dopo l'8 settembre 1943, rientrato nelle file del PSI, lo rappresentò nel CLN regionale del Veneto. Giovanni Tonetti prese parte alla Guerra di liberazione nella zona del massiccio del Grappa, dopo che vi si era trasferito perché ricercato dalla polizia fascista a Venezia  per l'attentato, portato a termine con il partigiano Varisco, al Palazzo di Ca' Giustinian che causò la morte di una ventina di persone. Commissario politico della 4ª brigata partigiana del Grappa, alla fine di settembre è catturato durante un rastrellamento. È ospitato dai fascisti a Rovereto e protetto in cambio di collaborazione e poi portato negli ultimi giorni della guerra nel campo di transito di Bolzano, dove è immatricolato col numero 11056, in attesa del trasferimento in Germania. Resta invece a Bolzano-Gries sino alla Liberazione.
Nel dopoguerra rappresenta il PSIUP (nome dell'epoca del Partito Socialista Italiano) con il quale è eletto all'Assemblea Costituente. Nella seconda e terza Legislatura è deputato del PSI; contemporaneamente è consigliere comunale a Venezia e, per una tornata amministrativa, sindaco del Comune di Cona. È anche vice presidente nazionale dell'ANPI. Nel 1959, per contrasti con la linea politica di Pietro Nenni, chiede l'iscrizione al PCI, nel quale rimane sino alla morte.